# Unlimited Love
Unlimited Love es el duodécimo álbum de estudio de la banda de rock estadounidense Red Hot Chili Peppers, publicado por Warner Records el 1 de abril de 2022. Fue producido por Rick Rubin, colaborador habitual de la banda, siendo su primer álbum con la agrupación desde I'm with You (2011). También es el primer álbum de Red Hot Chili Peppers con el guitarrista John Frusciante desde Stadium Arcadium (2006). Frusciante abandonó la banda por segunda vez en 2009 pero regresó en 2019, reemplazando a Josh Klinghoffer, que a su vez había reemplazado al mismo Frusciante y formó parte de los dos álbumes anteriores de la banda: I'm with You y The Getaway (2016).
Unlimited Love fue el primer trabajo de la banda tras casi seis años, siendo esta la mayor distancia entre un álbum y otro en la historia del grupo. El sencillo principal, «Black Summer», fue publicado el 4 de febrero de 2022. Un mes más tarde, el 4 de marzo, se publicó otra canción como adelanto, «Poster Child», y a fines de ese mes una tercera, «Not the One». El 28 de marzo del mismo año Flea, el bajista de la banda, publicó en sus redes sociales que el día 1 de abril, junto con la salida del álbum, se lanzaría el segundo sencillo, «These Are the Ways», junto con su correspondiente video, dirigido por Malia James.
Unlimited Love hizo su debut en el número uno en 15 países diferentes, incluido Estados Unidos, lo que le dio a la banda su primer álbum número uno en su país de origen desde Stadium Arcadium en 2006.

## Antecedentes
Después de la gira para el álbum The Getaway (2016), la banda comenzó a escribir material para su siguiente álbum junto con el guitarrista Josh Klinghoffer. Sin embargo, el vocalista Anthony Kiedis y el bajista Flea estaban insatisfechos con el progreso de las grabaciones. Ellos se preguntaron si podrían involucrar al guitarrista John Frusciante, quien había grabado varios álbumes con la banda, pero se había retirado en 2009 para desarrollar una carrera en solitario en la música electrónica. Frusciante dijo: “Flea había puesto la idea
(de reincorporarse) en mi cabeza y yo estaba sentado allí con la guitarra pensando que no había escrito música rock en mucho tiempo. ¿Podría seguir haciendo eso?”.
El 15 de diciembre de 2019, la banda anunció que, después de 10 años, se habían separado de Klinghoffer y que Frusciante se había reincorporado. En una entrevista, el saliente guitarrista dijo: “Es absolutamente el lugar de John estar en esa banda... Estoy feliz de que esté de vuelta con ellos”. Flea dijo que separarse de Klinghoffer había sido difícil, pero que “artísticamente, en términos de poder hablar el mismo lenguaje [musical], fue más fácil trabajar con John. Volver a una habitación y comenzar a tocar y dejar que la cosa se desarrollara... fue realmente emocionante”.
El 8 de febrero de 2020, Frusciante tocó junto con la banda por primera vez en 13 años, en un servicio conmemorativo realizado por la Fundación Tony Hawk para el fallecido productor de cine Andrew Burkle, hijo del multimillonario Ronald Burkle. La banda tenía programado participar en tres festivales ese mayo. Sin embargo, todos fueron cancelados debido a la pandemia de COVID-19.

## Producción
Después de haber trabajado con Danger Mouse en The Getaway, la banda trajo de regreso a Rick Rubin para su siguiente álbum. Rubin había producido varios álbumes de Red Hot Chili Peppers, el primero siendo Blood Sugar Sex Magik (1991). Rubin dijo que verlos ensayar por primera vez después del regreso de Frusciante lo hizo llorar: “Fue tan emocionante ver a ese grupo de personas de nuevo juntos porque hicieron música tan buena durante tanto tiempo y realmente me impactó de una manera emocional”.
Los ensayos se detuvieron en 2020 debido a la pandemia de COVID-19 y se reanudaron en 2021 en el estudio Shangri-La. propiedad de Rubin, en Malibú, California, con alrededor de 100 canciones nuevas en proceso de creación. La banda describió Unlimited Love como “el viaje que es la suma de nuestras vidas”. NME dijo que compartía la “creación de riffs melancólicos, coros de himnos y melodías suavemente cantadas” del trabajo anterior de Frusciante con Red Hot Chili Peppers (Stadium Arcadium, de 2006), pero que introducía nuevos elementos  “grunge” y acústicos. De acuerdo a Kiedis y Frusciante, la banda grabó alrededor de 50 canciones. También aseguraron tener planes tentativos para un próximo álbum, “con una energía relajada que es distinta a la intensidad del disco que hemos hecho aquí”.

## Lanzamiento y promoción
La banda anunció Unlimited Love el 4 de febrero de 2022. El primer sencillo, «Black Summer», fue publicado el mismo día, acompañado con un videoclip dirigido por Deborah Chow. Se convirtió en el decimocuarto sencillo de la banda en alcanzar la posición #1 en el Billboard Rock Airplay y su vigesimosexto en alcanzar el puesto #10 en el Alternative Airplay. La banda publicó «Poster Child» como un sencillo promocional el 4 de marzo, acompañado por un videoclip dirigido por Julien & Thami, seguido por «Not the One» el 24 de marzo. «These Are the Ways», el segundo sencillo del álbum, fue publicado el 31 de marzo con un video musical dirigido por Malia James. Red Hot Chili Peppers realizaron su primer espectáculo para promocionar el álbum en The Fonda Theatre el 1 de abril. Esto fue seguido por actuaciones en Jimmy Kimmel Live!, The Tonight Show Starring Jimmy Fallon, The Howard Stern Show, en Amoeba Music y en el Yaamava' Resort & Casino en abril, y en el New Orleans Jazz & Heritage Festival en mayo. SiriusXM lanzó el canal Whole Lotta Red Hot el 1 de abril. El canal presentó comentarios pista por pista sobre Unlimited Love y un concierto exclusivo para suscriptores más adelante ese mismo año.

## Recepción de la crítica
En Metacritic, Unlimited Love obtuvo un puntaje promedio de 74 sobre 100, basado en 14 críticas, lo cual indica “críticas generalmente favorables”.

## Lista de canciones
Todas las canciones escritas y compuestas por Anthony Kiedis, Flea, John Frusciante y Chad Smith. 
| Lista de canciones de Unlimited Love |                               |          |  |
| N.º                                  | Título                        | Duración |  |
| 1.                                   | «Black Summer»                | 3:52     |  |
| 2.                                   | «Here Ever After»             | 3:50     |  |
| 3.                                   | «Aquatic Mouth Dance»         | 4:20     |  |
| 4.                                   | «Not the One»                 | 4:26     |  |
| 5.                                   | «Poster Child»                | 5:18     |  |
| 6.                                   | «The Great Apes»              | 5:03     |  |
| 7.                                   | «It's Only Natural»           | 5:34     |  |
| 8.                                   | «She's a Lover»               | 3:41     |  |
| 9.                                   | «These Are the Ways»          | 3:56     |  |
| 10.                                  | «Whatchu Thinkin'»            | 3:40     |  |
| 11.                                  | «Bastards of Light»           | 3:38     |  |
| 12.                                  | «White Braids & Pillow Chair» | 3:40     |  |
| 13.                                  | «One Way Traffic»             | 4:10     |  |
| 14.                                  | «Veronica»                    | 4:28     |  |
| 15.                                  | «Let 'Em Cry»                 | 4:23     |  |
| 16.                                  | «The Heavy Wing»              | 5:31     |  |
| 17.                                  | «Tangelo»                     | 3:37     |  |

| Bonus track: edición japonesa |              |          |  |
| N.º                           | Título       | Duración |  |
| 18.                           | «Nerve Flip» | 3:06     |  |

## Créditos
Red Hot Chili Peppers
- Anthony Kiedis – voz principal
- Flea – bajo eléctrico, coros
- John Frusciante – guitarras, coros, guitarra acústica
- Chad Smith – batería, pandereta (1)

Músicos adicionales
- Matt Rollings – piano (1)

Producción
- Rick Rubin – productor
- Ryan Hewitt – mezclas
- Bernie Grundman – masterización
- Gage Freeman – productor ejecutivo
- Chris Warren – técnico
- Lawrence Malchose – técnico del estudio
- Charlie Bolois – técnico del estudio
- Henry Trejo – técnico del estudio

## Posicionamiento
| Gráfica (2022)                                    | Pico de posición |
| ------------------------------------------------- | ---------------- |
| Argentina (CAPIF)                                 | 1                |
| Australia (ARIA Charts)                           | 1                |
| Austria (Ö3 Austria Top 40)                       | 1                |
| Bélgica (Flandes) (Ultratop 200 Albums)           | 2                |
| Bélgica (Valonia) (Ultratop 200 Albums)           | 2                |
| Canadá (Billboard Canadian Albums)                | 1                |
| Croacia (HDU)                                     | 1                |
| República Checa (ČNS IFPI)                        | 3                |
| Dinamarca (Hitlisten)                             | 4                |
| Países Bajos (Album Top 100)                      | 1                |
| Finlandia (Suomen virallinen lista)               | 3                |
| Francia (SNEP)                                    | 1                |
| Alemania (Offizielle Top 100)                     | 1                |
| Hungría (MAHASZ)                                  | 1                |
| Irlanda (Irish Albums Chart)                      | 1                |
| Italia (FIMI)                                     | 2                |
| Japón (Oricon Albums Chart)                       | 9                |
| Japón (Billboard Japan Hot Albums)                | 7                |
| Lituania (AGATA)                                  | 7                |
| Nueva Zelanda (Recorded Music NZ)                 | 1                |
| Noruega (VG-lista)                                | 9                |
| Polonia (ZPAV)                                    | 4                |
| Escocia (Scottish Albums Chart)                   | 1                |
| España (PROMUSICAE)                               | 2                |
| Suecia (Sverigetopplistan)                        | 2                |
| Suiza (Schweizer Hitparade)                       | 1                |
| Reino Unido (UK Albums Chart)                     | 1                |
| Estados Unidos (Billboard 200)                    | 1                |
| Estados Unidos (Billboard Top Alternative Albums) | 1                |
| Estados Unidos (Billboard Top Rock Albums)        | 1                |